# هارولد رايلي (لاعب كريكت)
هارولد رايلي (3 أكتوبر 1902 - 24 يناير 1989) (بالإنجليزية: Harold Riley)‏ هو لاعب كريكت بريطاني (وحمل سابقاً جنسية المملكة المتحدة لبريطانيا العظمى وأيرلندا).